# كلود كينوود
كلود كينوود (بالفرنسية: Claude Couinaud)‏‏ (16 فبراير 1922 في نويي-سور-سين - 4 مايو 2008 في باريس) طبيب، وجراح، وعالم تشريح من فرنسا.